# Geron latifrons
Geron latifrons är en tvåvingeart som beskrevs av Hesse 1938. Geron latifrons ingår i släktet Geron och familjen svävflugor.
Artens utbredningsområde är Namibia. Inga underarter finns listade i Catalogue of Life.